# Светлогорский сельсовет (Красноярский край)
Светлогорский сельсовет — сельское поселение в Туруханском районе Красноярского края.
Административный центр — посёлок Светлогорск.

## История
Статус и границы сельского поселения установлены Законом Красноярского края от 28 января 2005 года № 13-2925 «Об установлении границ и наделении соответствующим статусом муниципального образования Туруханский район и находящихся в его границах иных муниципальных образований»

## Население
| 2009 | 2010  | 2012 | 2013 | 2014 | 2015 | 2016 |
| ---- | ----- | ---- | ---- | ---- | ---- | ---- |
| 1195 | ↘1014 | ↘980 | ↘971 | ↗978 | ↘907 | ↘858 |
| 2017 | 2020  | 2021 |      |      |      |      |
| ↗876 | ↘860  | ↘775 |      |      |      |      |

## Состав сельского поселения
В состав сельского поселения входит один населённый пункт — посёлок Светлогорск.

## Местное самоуправление
Светлогорский поселковый Совет депутатов
Дата избрания: 14.03.2010. Срок полномочий: 5 лет. Количество депутатов:  10
Глава муниципального образования
- Кришталюк Альбина Киллимулловна. Дата избрания: 14.03.2010. Срок полномочий: 5 лет